# Lada Niva
Pour les articles homonymes, voir Niva (homonymie), Lada Sport et Ladaniva.
 (avril 2023).
Si vous disposez d'ouvrages ou d'articles de référence ou si vous connaissez des sites web de qualité traitant du thème abordé ici, merci de compléter l'article en donnant les références utiles à sa vérifiabilité et en les liant à la section « Notes et références ».
La Lada Niva est une automobile de la marque Lada (aujourd'hui AvtoVAZ) commercialisée depuis 1977.

## Histoire

### Origines
Au début des années 1970, l'automobile en Union soviétique connaît une forte croissance : la naissance des Usines automobiles de la Volga (VAZ) à Togliatti et ses premiers modèles dérivés de la Fiat 124 permettent à un grand nombre de personnes d'acheter une première voiture. Toutefois, malgré leur robustesse, ces modèles ne sont pas conçus pour la conduite en dehors de routes asphaltées, bien rares alors en URSS en dehors des grands axes et des centres urbains. Les véhicules tout-terrains produits par l'usine UAZ ne sont pas vendus aux particuliers, mais réservés à des usages militaires ou de service public (fourgons postaux, ambulances…). Il faut donc concevoir un 4x4 russe populaire.
Voilà pourquoi le projet VAZ 2121 démarre dès 1971. Mené par Vladimir Sergéïevich (chef du projet), Pyotr Prusov (designer en chef du projet) et Lev Petrovitch (responsable du design), il prend d'abord la forme d'une classique Jeep, c’est-à-dire bâchée et sans portes. Ce premier prototype est équipé du 1 300 cm3 d'origine Fiat de la 2101, une cylindrée vite jugée trop faible. De plus la rusticité de l'engin ne plaît pas aux dirigeants soviétiques qui exigent que les automobilistes des campagnes bénéficient du même confort que ceux des villes. Il faut donc revoir le projet et y ajouter un toit et de vraies portières.

### Développement

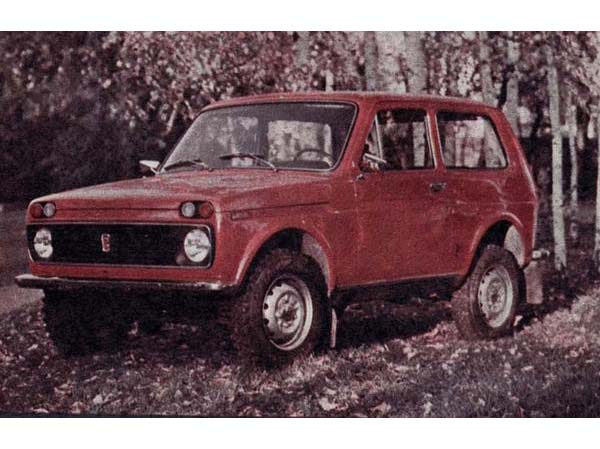
Prototype du Niva.

Il faut attendre 1973 pour voir le résultat de ces changements, ils sont radicaux. Ce nouveau design, inspiré par celui des premières Lada Jigouli et plus particulièrement par le prototype 1101 « Cheburashka », est dû au jeune Valery Pavlovitch, à qui on devra également « l'autre » Niva, le 2123. 
La carrosserie est entièrement en tôle, vitrée, avec deux portes et un hayon, le moteur est passé à 1 600 cm3 mais surtout la caisse est autoporteuse, les roues avant sont indépendantes et la transmission est intégrale en permanence avec la possibilité de blocage du différentiel central. Des solutions techniques révolutionnaires pour l'époque. Il en résulte des performances certes modestes sur routes mais exceptionnelles en tout-terrain. Ainsi même les pentes jusqu'à 58 %, les gués jusqu'à 60 cm et les couches de neige jusqu'à 1 m ne peuvent suffire à arrêter cet engin. Pendant deux ans ce prototype va évoluer sensiblement mais surtout il va être soumis à des tests d'endurance hors normes en Ouzbékistan et Porsche va entrer dans l'aventure, en développant notamment une boîte de vitesses à 4x2 rapports (celle-ci était initialement prévue pour un petit véhicule tout-terrain badgé Porsche mais qui ne verra finalement jamais le jour).
En 1976, AvtoVAZ présente enfin officiellement le projet final : la Lada 2121 est née. Elle est baptisée « Niva », ce qui signifie « champ de blé » en russe. Dans une interview du magazine Itogi, Pyotr Prusov affirme que le nom vient des initiales des prénoms de ses deux filles Natalia et Irina et des deux fils de l'ingénieur en chef Soloviev, Vadim et Andreï.

### Révolution dans la catégorie
La production en série commence en 1977 et la Niva est commercialisé la même année en URSS.  
La Niva est présentée pour la première fois en Europe au salon de Bruxelles en janvier 1978, puis en octobre 1978 lors du Salon de Paris. Un premier rassemblement de Niva avait été déjà organisé en Belgique en juin 1978 sur le circuit de Spa Francorchamps. A compter de cette même année la Niva fut disponible en Europe. Légère, compacte, robuste, passe-partout, et économique, la Niva conjugue des qualités alors inconnues sur un 4x4. En effet, les tout-terrains sont restés à l'époque tels qu'ils étaient dix ans plus tôt, c'est-à-dire : lourds, encombrants, spartiates et très chers. C'était alors en majorité des engins agricoles et forestiers dont l'usage complétait celui d'une voiture conventionnelle. 
Avec la Niva tout change. D’abord avec des tarifs qui permettent désormais au plus grand nombre de s'offrir un 4x4, mais surtout du fait de la polyvalence dont elle  fait preuve : elle supplante vite les autres 4X4 et s'adjuge dès le premier mois de vente, 40 % de part de marché en Europe. Cette hégémonie se poursuivra pendant quinze ans, sans véritable concurrence. En effet hormis le japonais Suzuki SJ 410 (devenu par la suite Samuraï), le roumain Aro 10, et la Fiat Panda 4X4, le début des années 80 n'offre que peu d'alternative en matière de tout-terrain accessible et efficace. A cette époque; on croise l'auto dans les montagnes, les forêts et les campagnes mais aussi, et c'est une première, dans les villes. De nombreuses personnes qui jusqu'alors n'avaient jamais envisagé l'achat d'un 4x4 franchissent le pas et découvrent le loisir tout-terrain avec celle que l'on surnommera vite le « Land Rover russe ».

### Grand succès commercial

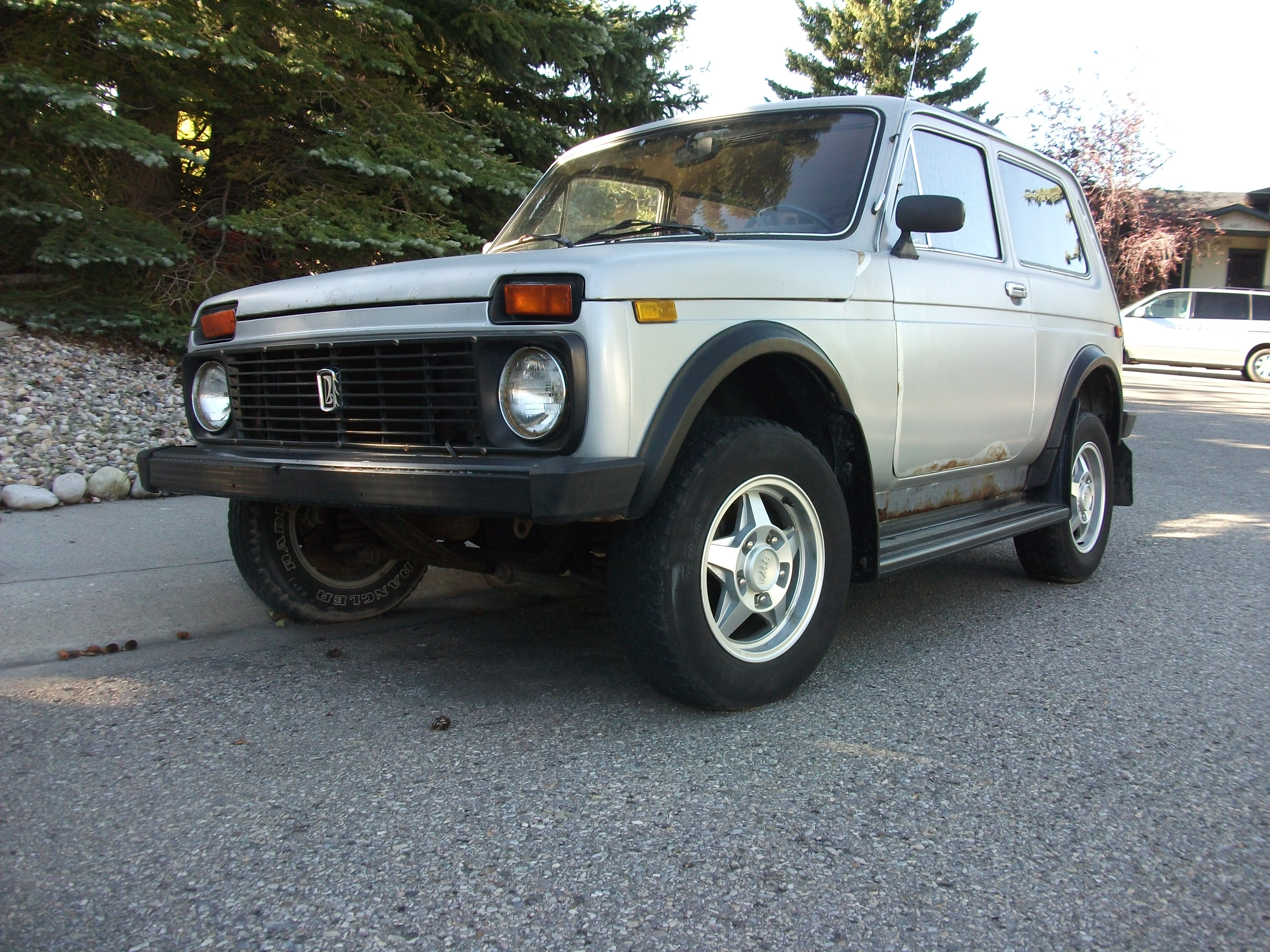
Lada Niva 1600 Cossack.

Le succès est tel que de multiples clubs et écoles centrés sur la pratique du tout terrain en Niva voient le jour. Conçu pour déplacer confortablement les familles russes à travers les steppes, le petit 4x4 Lada devient un objet de mode en Europe, à tel point qu'au printemps 1983 apparaît une version cabriolet signée par le carrossier français Wassermann. Pour compenser le manque d'évolution, les séries spéciales franco-françaises se succèdent : « Grand Large », « Paris-Saint-Raphaël », « Field », « Olympe », « St-Tropez », « Oryx », « Deauville », « Tinga », « Taïga », « Safari », « Randonnée », « Cossack », « Passion », « Tsarina » ou encore « Collection ». et chaque pays d'importation proposera de même ses propres séries limitées.
La Niva est devenue tellement populaire, qu'à la fin des années 1980, les nombreux propriétaires de Niva sont invités à prendre part à la « Nivalp », une grande randonnée de plusieurs jours à travers les Alpes françaises, suisses et italiennes.
En 1991, Français et Anglais débutent les travaux de l'Eurotunnel, La Niva est choisie pour assumer les liaisons sur le chantier. Pendant des mois, 45 Niva furent utilisées sur ce chantier et purent toutes être revendues à son issue. Aujourd'hui, beaucoup roulent encore. L'une d'elles a rejoint le musée de l'Eurotunnel, une autre le musée Lada. Jusqu’à la fin des années 1990, elle domine le marché du 4x4 dans la plupart des pays d’Europe, et s’exporte même jusqu’au Canada, au Japon, et en Australie.

### Évolutions techniques notables
En 1985, la boîte de vitesses compte désormais 5 rapports, il faudra attendre 1988 pour voir apparaître les premières versions GPL (modifiées par l'importateur Poch en France). En 1994, le vieux bloc 1600 cm3 cède la place à un 1 700 cm3 entièrement conçu par Lada toujours à carburateur, qui sera immédiatement remplacé en Europe et au Canada par une injection monopoint d'origine GM. En 2001, celle-ci cédera à son tour sa place à une injection multipoint (développant 81 ch). 
Une version 1.9 Diesel de 64 ch (moteur d'origine PSA) fut commercialisée de 1993 à 1998 puis ce fut au tour d'un 1.9 turbo Diesel de 92 ch (également issu de la banque d'organes PSA) à partir de 2001 mais uniquement sur certains marchés (dont la Belgique pendant peu de temps).
Les efforts de modernisation restent ensuite principalement centrés sur la mécanique, notamment en vue de respecter les impératifs de pollution européens. La Niva accuse alors le poids des années, et la chute considérable des ventes de Lada lui porte peine. Cependant, elle se taille toujours la part du lion face aux berlines de la série 110 en Europe de l’Ouest.

### Nouvelles évolutions

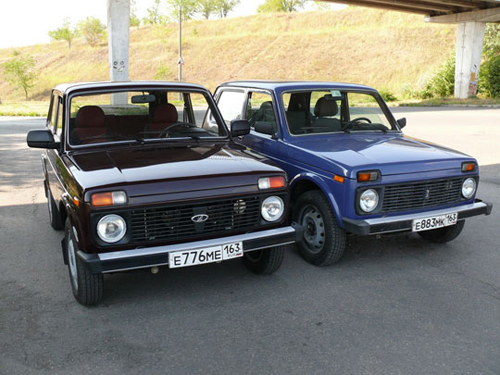
Lada Niva M (à gauche).

En 2009, alors que les ventes de Lada sont au plus mal (chute du marché russe, faillite des importateurs français, danois et hongrois…), la marque de Togliatti présente une nouvelle version de la Niva : la M. Répondant aux normes européennes, il se distingue notamment par des rétroviseurs et des clignotants plus imposants, ainsi que par un certain nombre de modifications intérieures. Arrivé en France en mai 2010 (l’importateur placé en liquidation judiciaire ayant entre-temps laissé sa place à une nouvelle structure), il est vendu avec le même moteur 1.7, en version essence et GPL. Il est depuis janvier 2012 livrée d'origine avec les freins ABS ;  on peut ajouter la  climatisation depuis février en option.
D’après le « Business Plan 2020 » d’AvtoVAZ, la Niva devrait être remplacée par un tout nouveau modèle à l’horizon 2024[réf. nécessaire]. Profitant d'un regain d'intérêt sur son marché domestique grâce à la version M et aux nombreuses évolutions techniques dont elle a fait l'objet, la Niva a franchi un nouveau cap le mardi 12 mars 2013 avec la sortie des chaînes de montage de la 2 000 000e Lada Niva, un 4x4 3 portes gris. En plus d'un restylage (le premier depuis 20 ans), il est désormais possible, après l'ABS et la climatisation, d'opter pour un Système audio Alpine avec jack et port USB. On voit une apparition de nouveau dessin des pare-chocs, de la face avant, de rétroviseurs, d’un nouvel essuie glace arrière et de barres longitudinales de toit.
En 2020, le Niva adopte de nouveaux antibrouillards sur les pare-chocs avant et une nouvelle planche de bord. 

## Successeur
Lada dévoile au Salon de Moscou 2018 un concept-car nommé 4x4 Vision. Ses phares à LED à trois étages semblables à ceux des nouvelles Citroën ou du Hyundai Kona sont reliés par une calandre en forme de « X ». La porte arrière est dissimulée par un pli qui fait écho à celui de l'aile avant et le concept repose sur des jantes de 21 pouces diamétrales. Mesurant 4,20 m de long, il préfigure la future génération du Lada Niva.

## «Autres» Niva

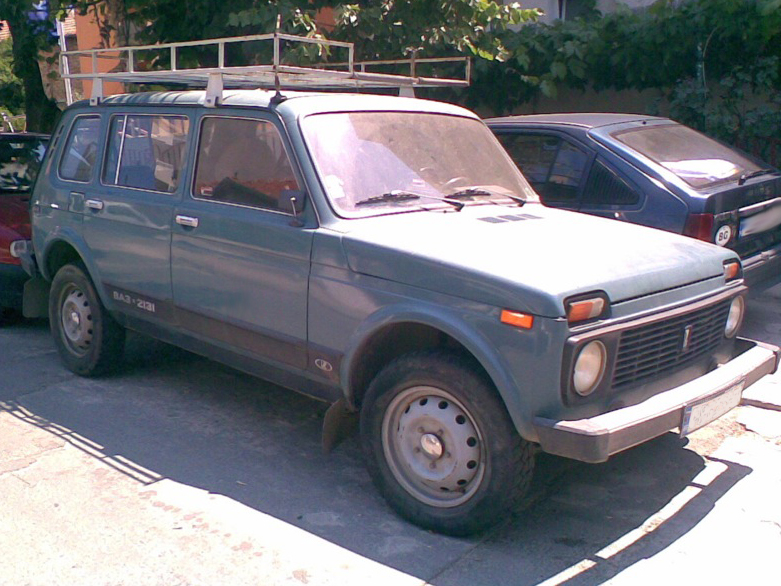
Lada Niva 2131.

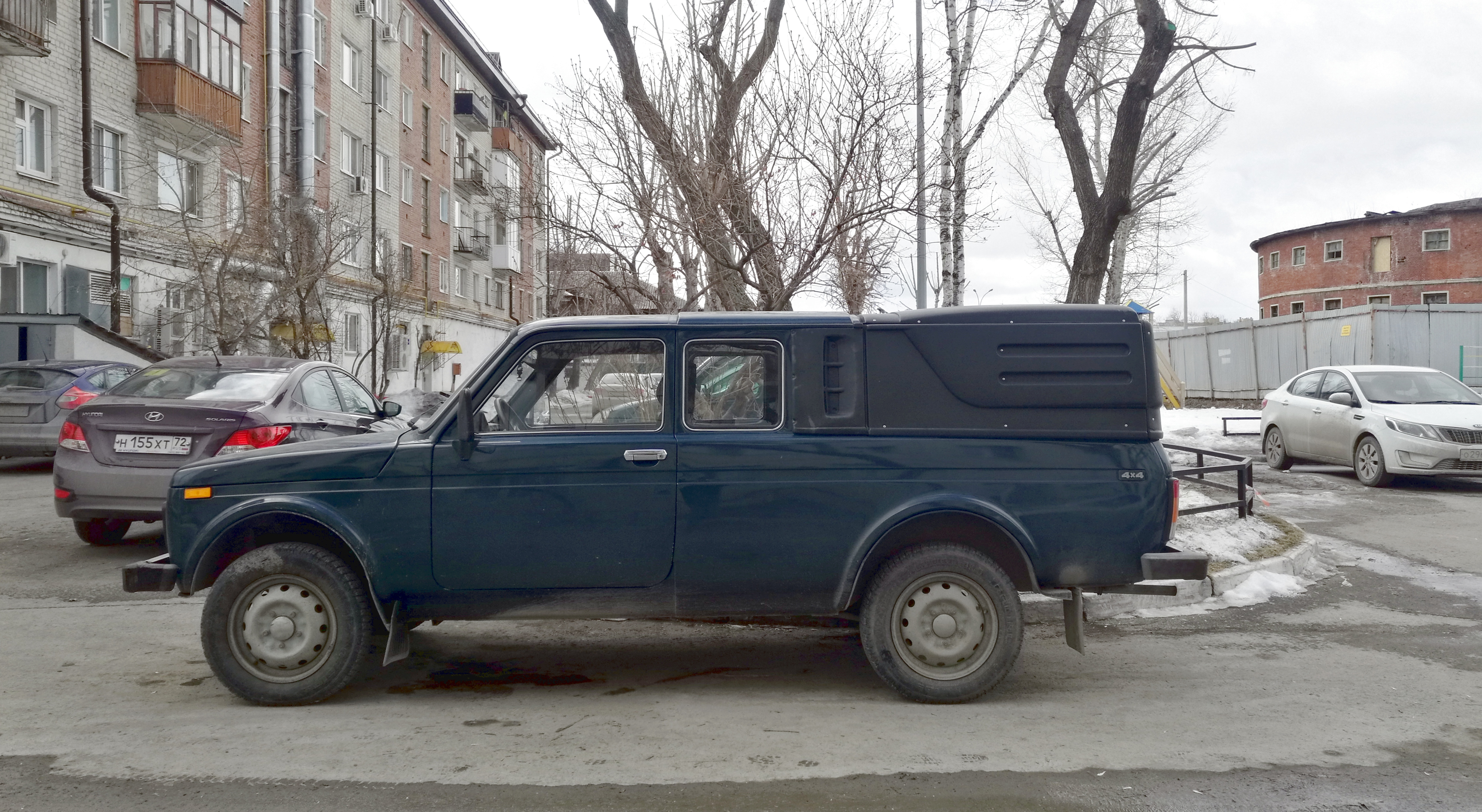
Lada Niva 2329.

Si seule la version 3 portes de la Niva est exportée en Europe occidentale, de nombreuses déclinaisons originales existent en Russie. Ainsi, on peut citer le pick-up 2329 (exporté entre autres au Canada et produit depuis 1980 et utilisant un châssis à empattement allongé par rapport au 2121 classique), l’ambulance (VAZ 2129), ou encore l’énorme « monster truck » prévu pour l'usage au pôle Nord (VAZ-1922, nommé « Marsh »). Le modèle VAZ-2131, produit depuis 1993, est une version allongée de 80 cm à 5 portes de la Niva « classique ». S'il partage les mécaniques et la transmission de sa petite sœur, il est, de par son empattement plus long et son poids, moins à l'aise qu'elle en franchissement. Sur certains marchés on peut aussi trouver une version au porte-à-faux arrière allongé et produite en République tchèque, la Niva Špeciál. À noter que cette auto partage sa base technique avec le monospace Lada Nadejda (type 2120), commercialisé entre 1998 et 2005.

## Lada Niva II
La Chevrolet LADA Niva Travel (russe : ЛАДА Нива Тревел) est un modèle fabriqué depuis le 23 septembre 2002, et vendu sous la marque Lada. Il est destiné uniquement aux marchés russe et des autres États membres de la CEI. Ce modèle est, en réalité, une Lada Niva legend, 5 portes, dont on a conservé la plateforme ainsi que la mécanique (en les modernisant largement) et que l'on a transformée en SUV (russe : ВАЗ-2131 Нива). Considérée comme la voiture russe la plus confortable, la plus sécurisante et la plus solide, elle a connu un succès dès le début de sa commercialisation. Elle fut le SUV le plus vendu sur le marché russe en 2004 et 2005. En 2006, la Chevrolet Niva a reçu le titre de « véhicule tout-terrain de l'année 2006 » dans la catégorie des SUV compacts.
Le modèle est modernisé en janvier 2006. Afin d'examiner la réaction du marché, une version spéciale Chevrolet Niva GLX à moteur FAM1 1.8 (d'origine Opel), avec nouvelle transmission, ABS et des coussins gonflables de sécurité (« Airbags ») a été lancée début 2006. En décembre 2019, Avtovaz rachète la part de GM — 50 % — dans la co-entreprise GM-AvtoVAZ. La Chevrolet Niva continuera d'être produite un certain temps sous la marque Lada et l'usine - proche de celle d'Avtovaz à Togliatti sera mise au standard du Groupe Renault.

## Sport

### Dans le monde

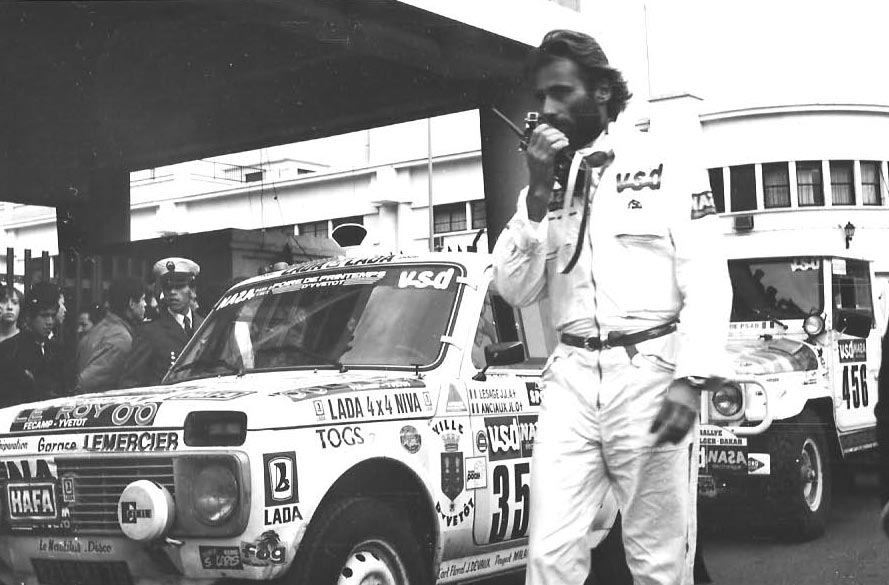
Thierry Sabine devant une Niva participant au Paris-Dakar.

Dès sa commercialisation, la Niva a attiré l'attention d'amateurs d'un sport nouveau : le rallye-raid. Le premier à vraiment y croire est Jean-Claude Briavoine, et c'est lui qui le premier avec sa Niva quasi de série va signer les premières lignes du palmarès de Lada en sport tout-terrain. Très vite l'importateur français Jacques Poch lui viendra en aide, ouvrant ce sport au professionnalisme. L'écurie Lada-Poch se forme et enchaîne les succès, attirant dans ses rangs des pilotes tels que Jean-Louis Schlesser, André Trossat ou Pierre Lartigue, qui deviendra champion du monde.
Parmi les succès en rallye, on peut citer le rallye de Tunisie, le rallye de l'Atlas, le rallye d'Algérie, le rallye des Pharaons, ainsi que de nombreuses victoires d'étapes dans le Paris-Dakar.
C'est l'époque des prototypes sans réels rapports avec la Niva de série, mais efficaces tout de même. Ainsi, le modeste 4x4 russe se transforma petit à petit en bête de course et sa puissance fut portée à 120 ch dès 1980. En 1981, la Niva est équipée du moteur 1800 Turbo de la 2105 VFTS avec pour résultat un 1er podium au Dakar. Lada récidivera les deux années suivantes. Grâce à ses nombreuses autres victoires dans d'autres épreuves, Lada devient le 1er champion du monde d'une jeune discipline en plein essor ; le rallye-raid. En 1984, ce sport se professionnalise vraiment. Chez Lada on suit avec la Niva SMM, piloté par Jean-Pierre Jabouille et équipé d'un moteur PRV 3.5l V6 de 270 ch, puis avec la Niva ROC équipé d'un moteur de F2 américaine de plus de 300 ch accouplé à une turbine.
Cette course à la puissance liée aux exigences du marketing poussera Lada-Poch à remplacer les protos Niva par des protos Samara en 1990 mais la Niva ne pouvait pas disparaître comme cela de la compétition. Quelques amateurs continuent alors à s'en servir pour des courses de moindre envergure, où elle remporte tout de même de belles victoires. Briavoine en personne tente en 2002 de repartir de plus belle à l'assaut du Dakar avec un nouveau prototype Niva. 
Quant au désormais célèbre rallye des Gazelles, raid de régularité exclusivement féminin, il a été coimaginé par Poch, et était à ses origines uniquement composé de Niva.

### En France
En France, la Lada Niva détient le record de victoires dans la discipline des rallyes tout-terrain, enlevant des dizaines de victoires de classe et de nombreux titres de champion en plus de 25 ans de participation, toujours soutenue par l'importateur, Poch. Ce dernier, face à l'engouement que suscite la compétition pour les pilotes Niva, ira même jusqu'à mettre sur pied un « challenge Lada Niva » richement doté et organisé dans le cadre du championnat officiel FFSA. Ce challenge à ce jour disparu rencontra un grand succès à l'époque.

## Galerie
Cliquez sur une image pour la voir en taille réelle.

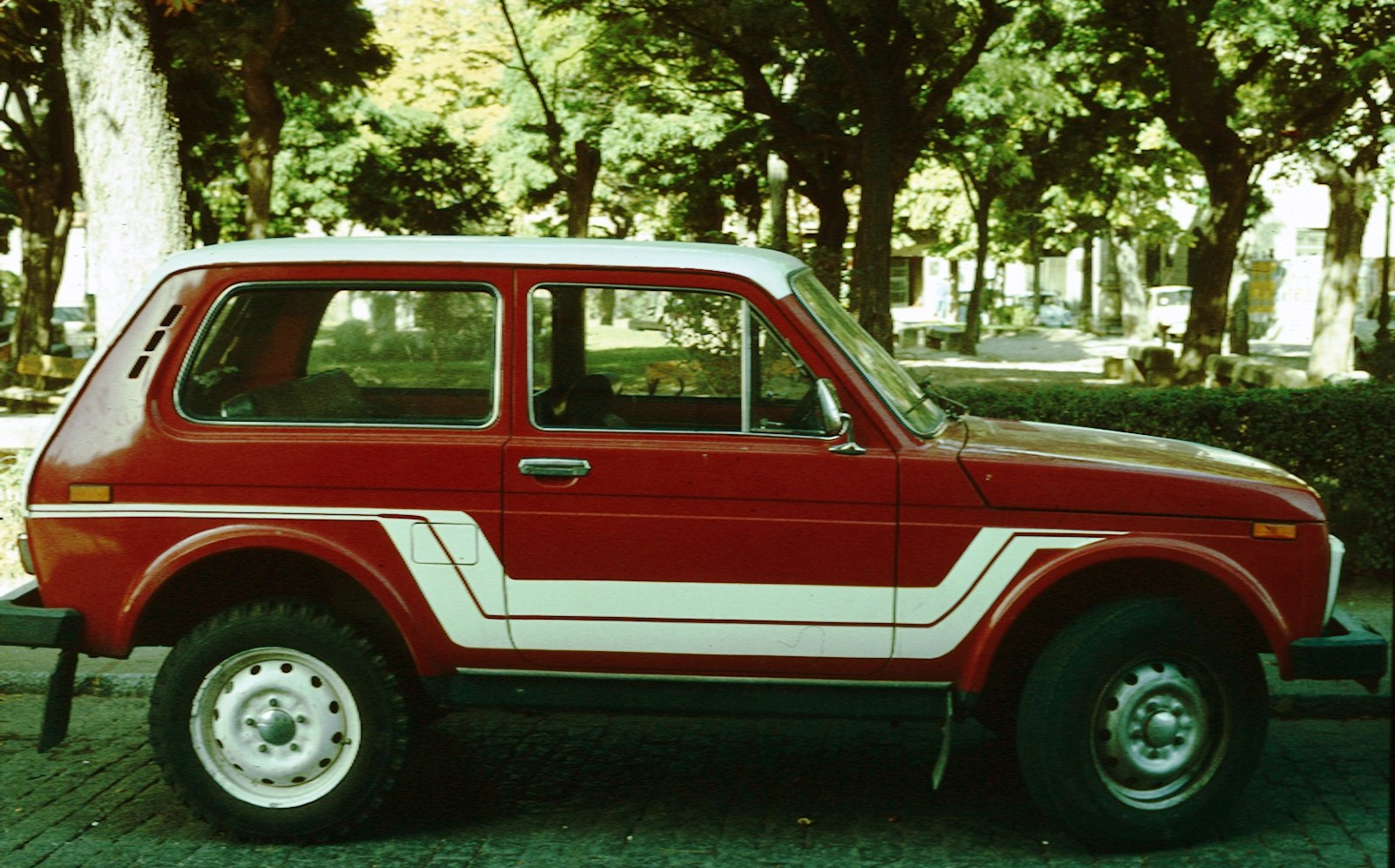
Lada Niva 1600.
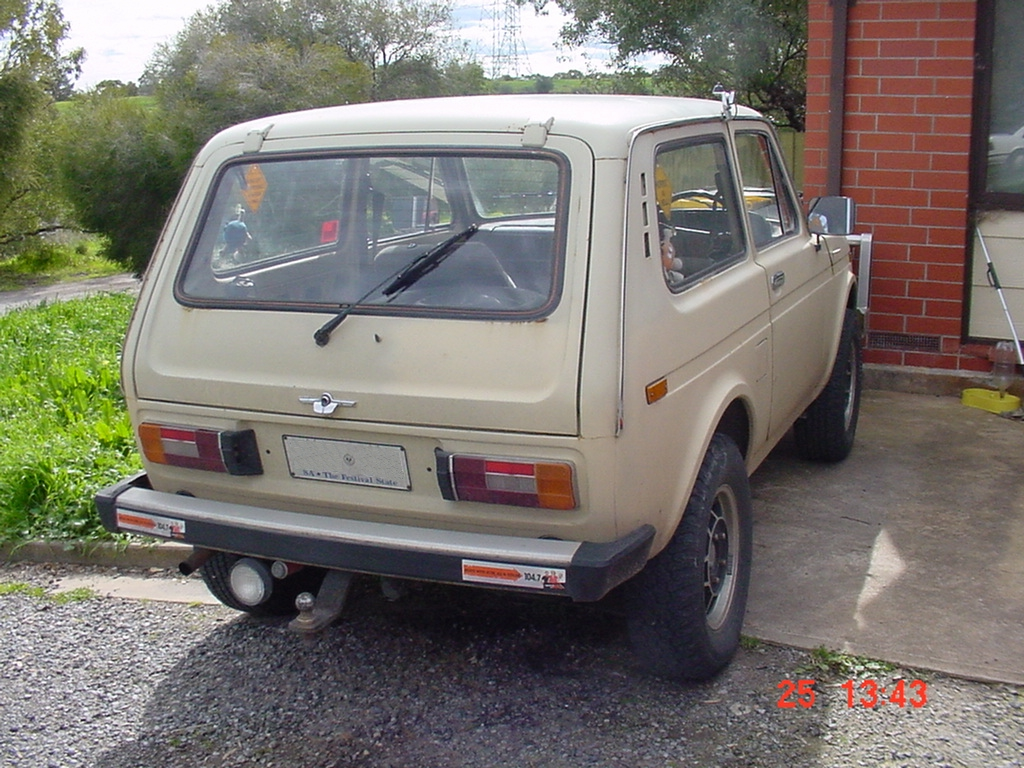
Lada Niva 1600.
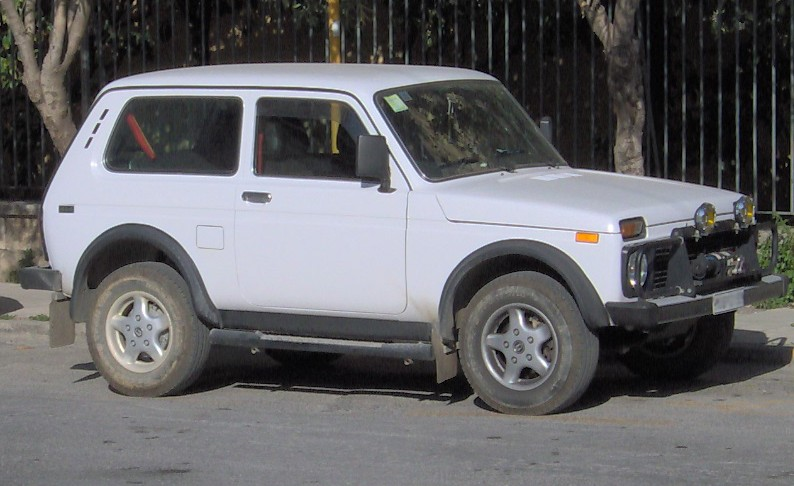
Lada Niva 1700.
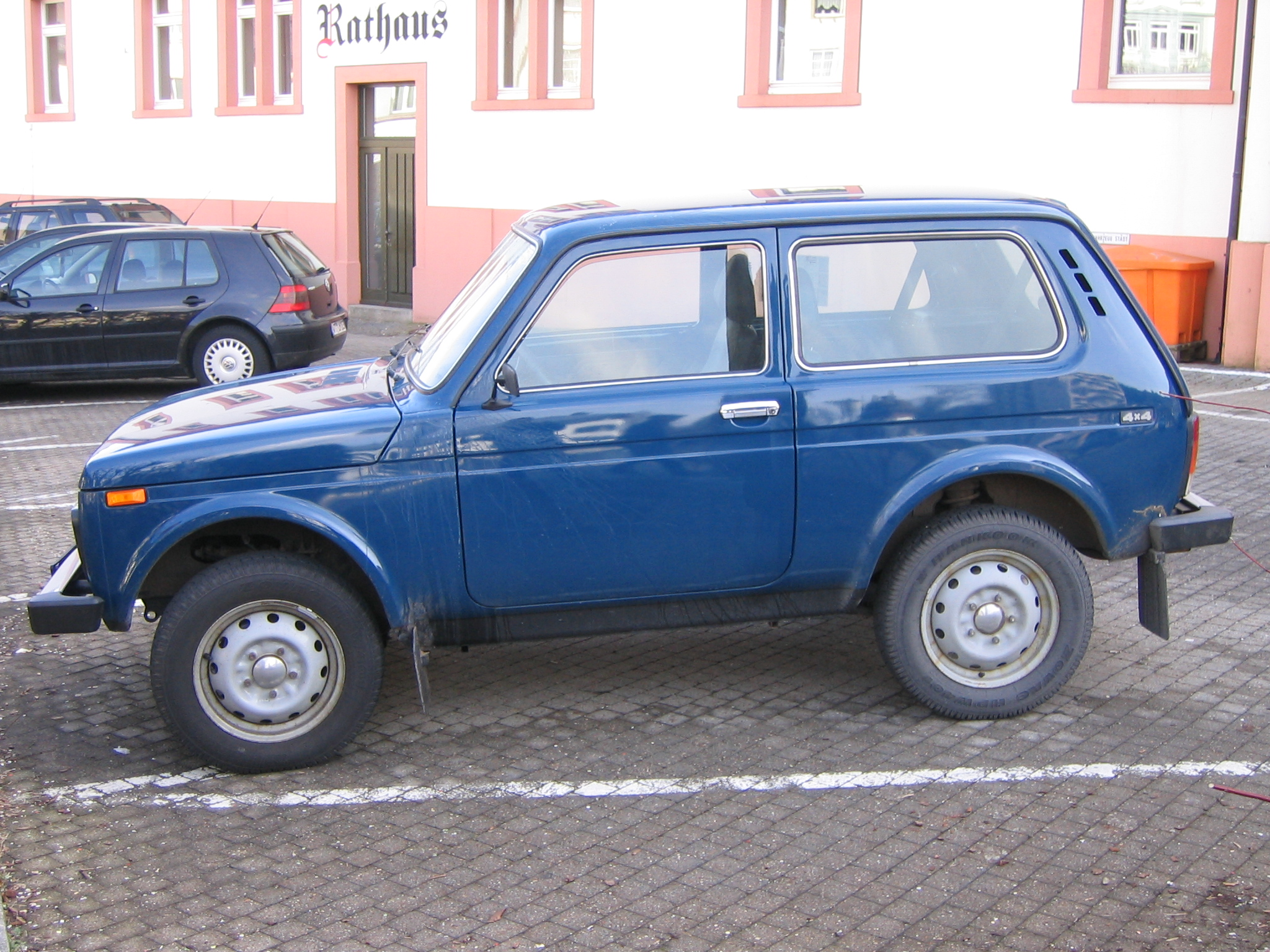
Lada Niva 1700.
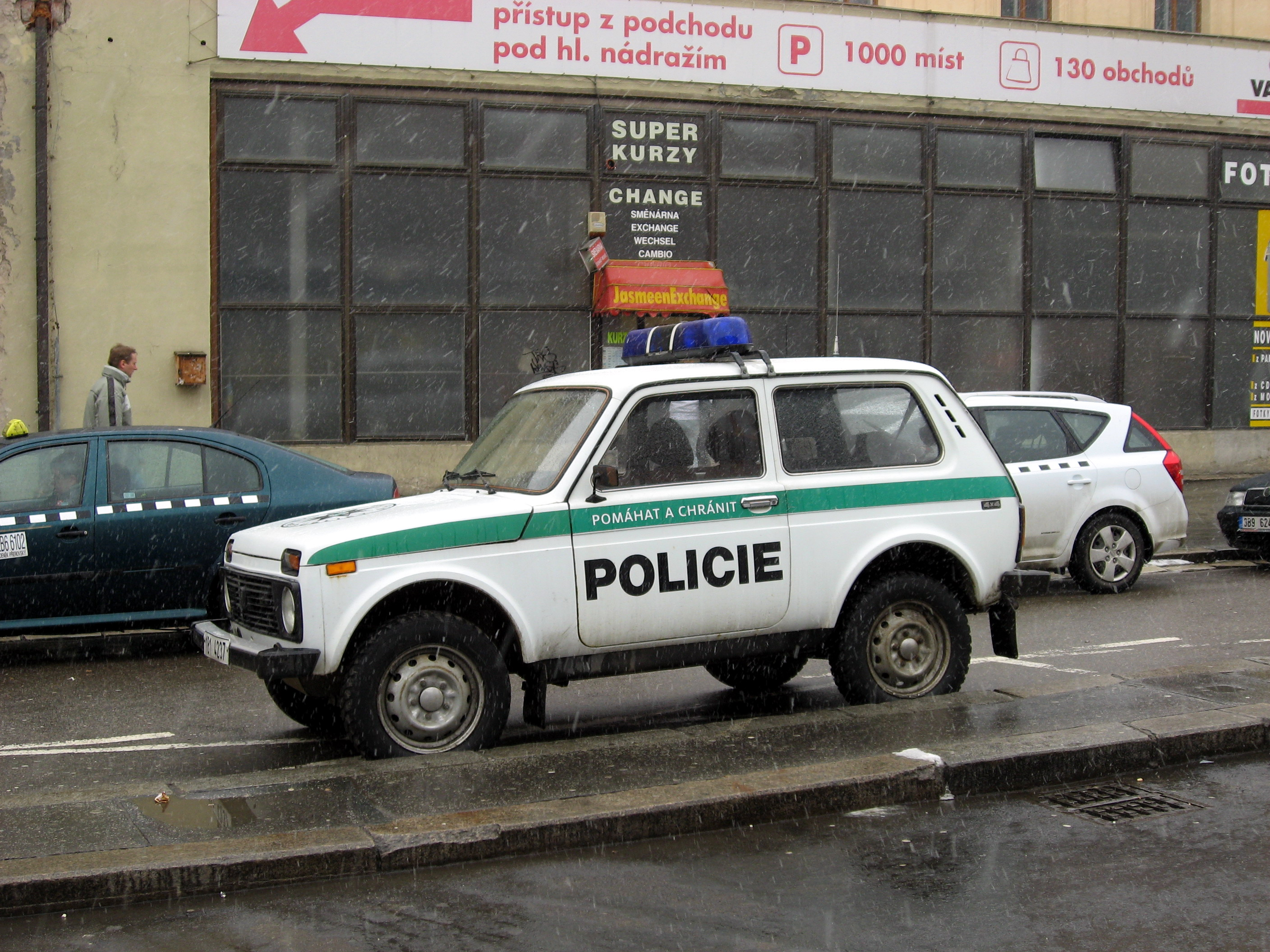
Lada Niva 1700.
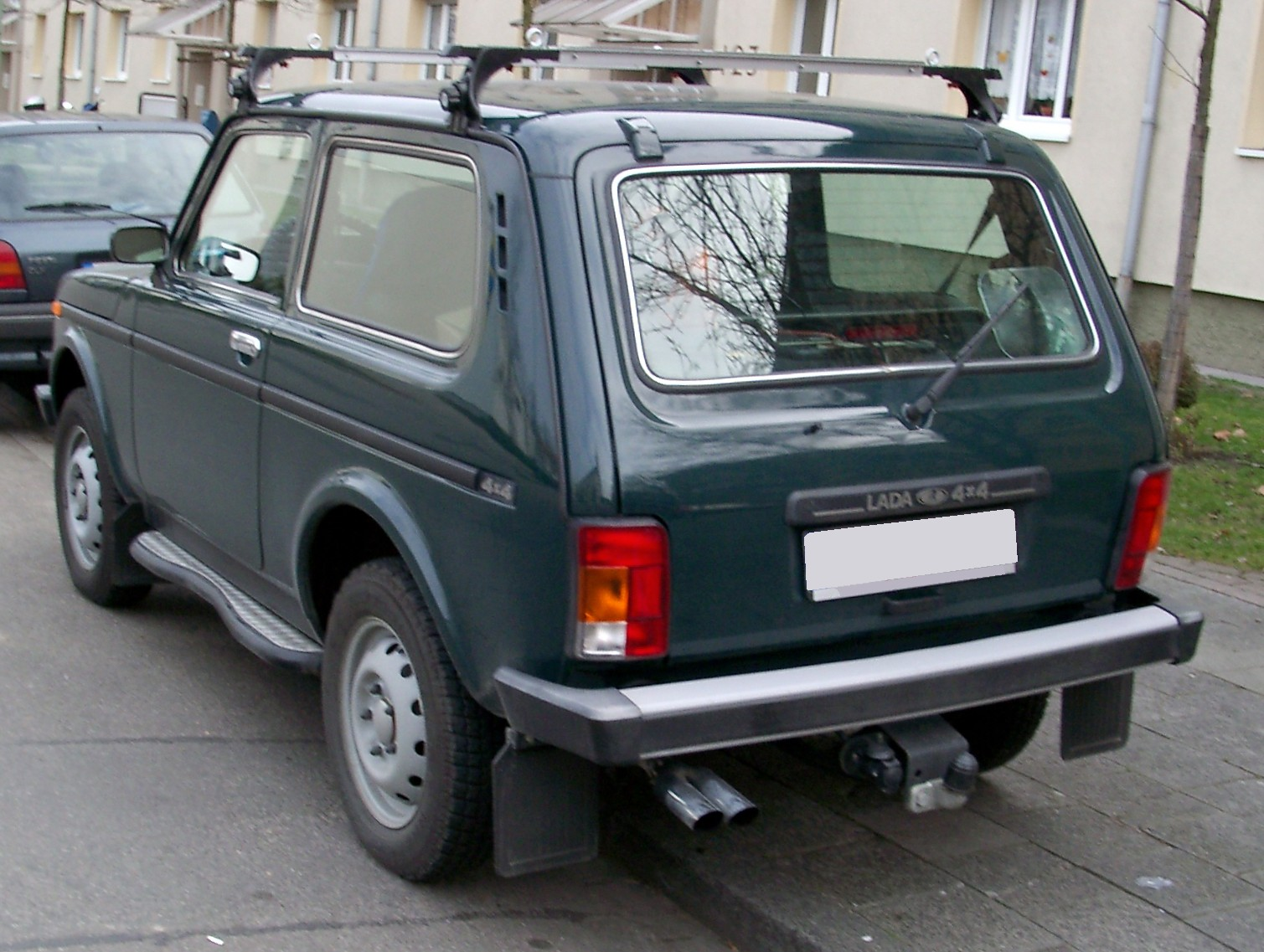
Lada Niva 1700.
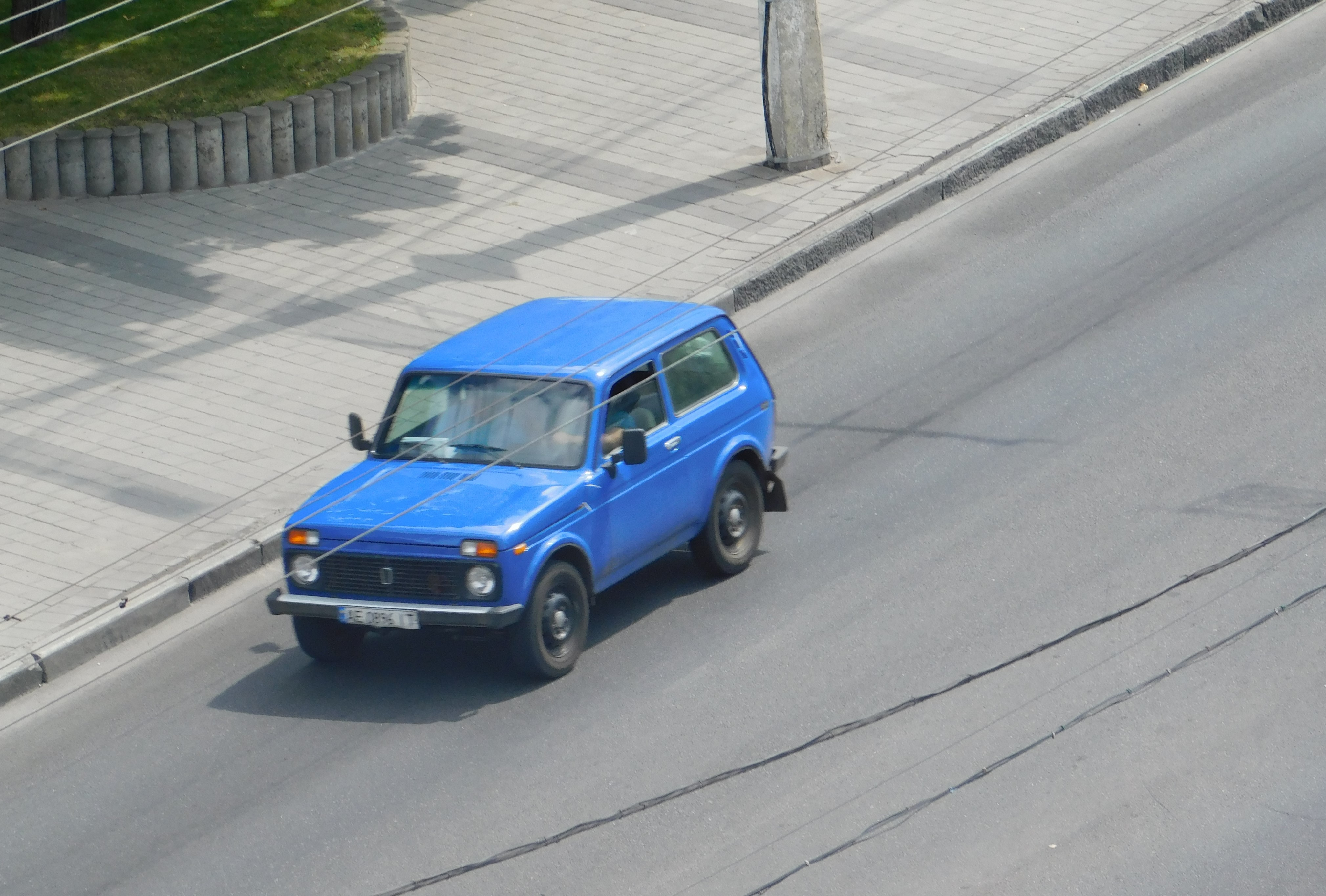
Lada Niva 1700.
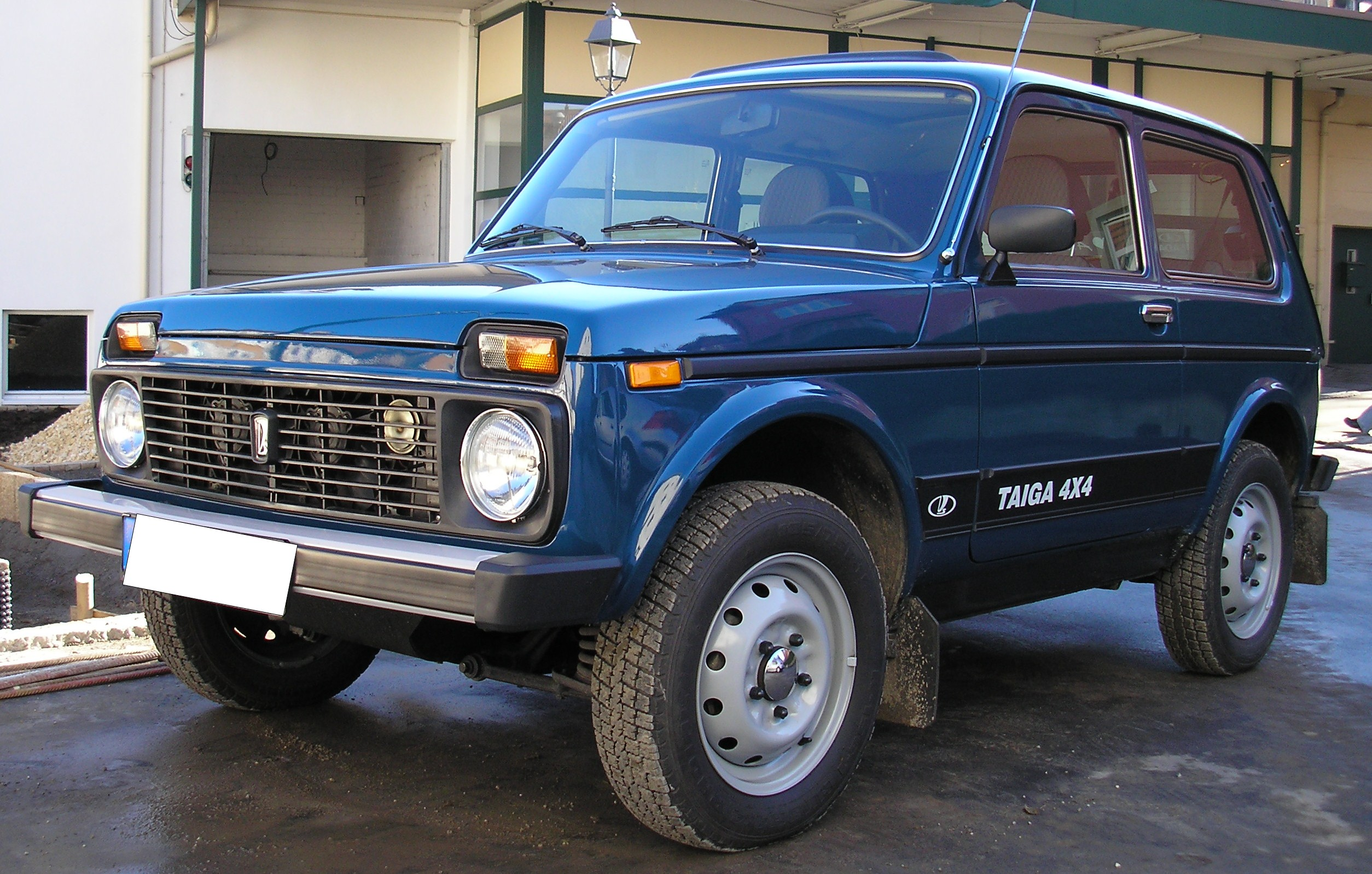
Lada Niva 2121.
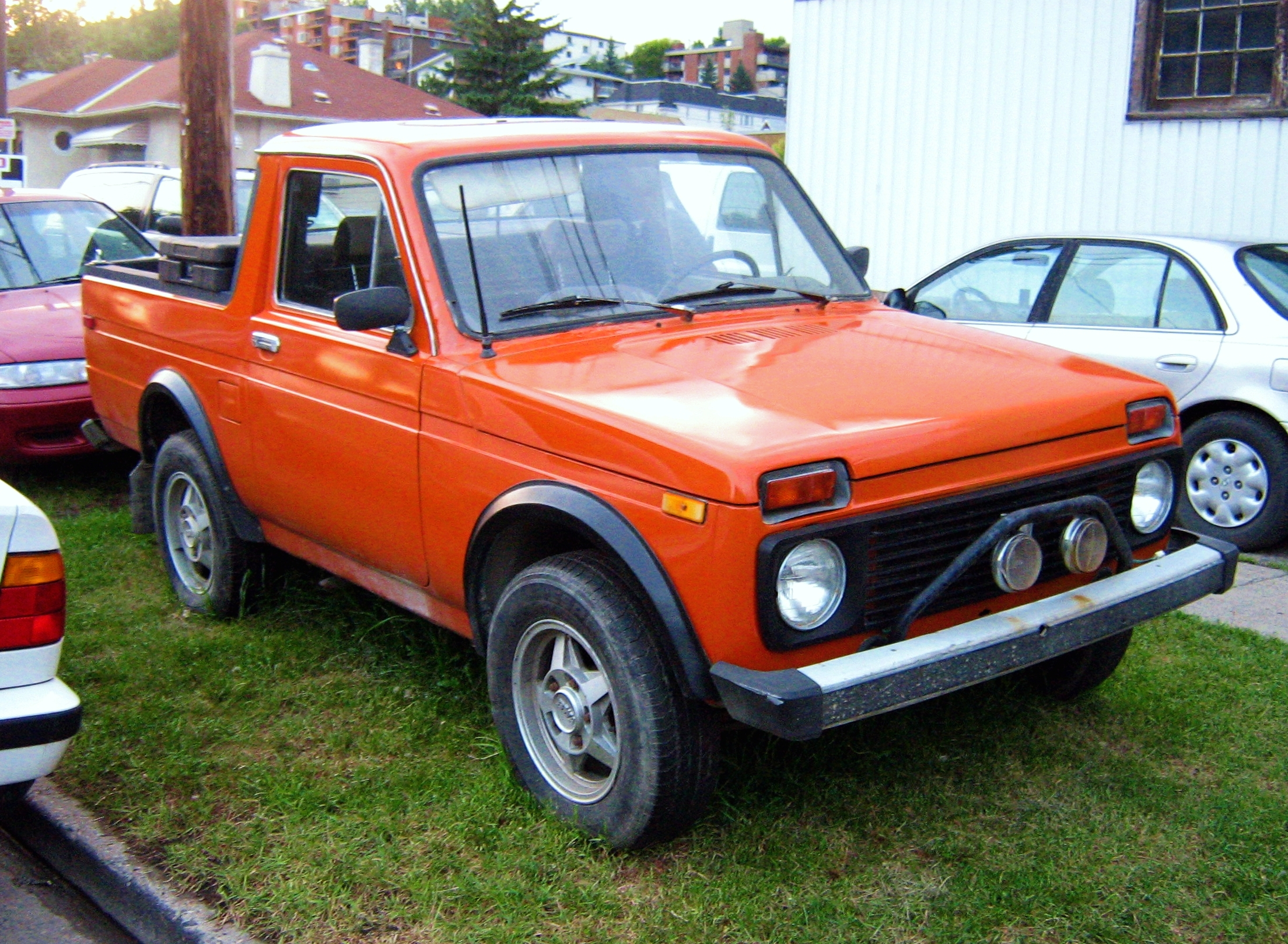
Lada Niva Pick-up.
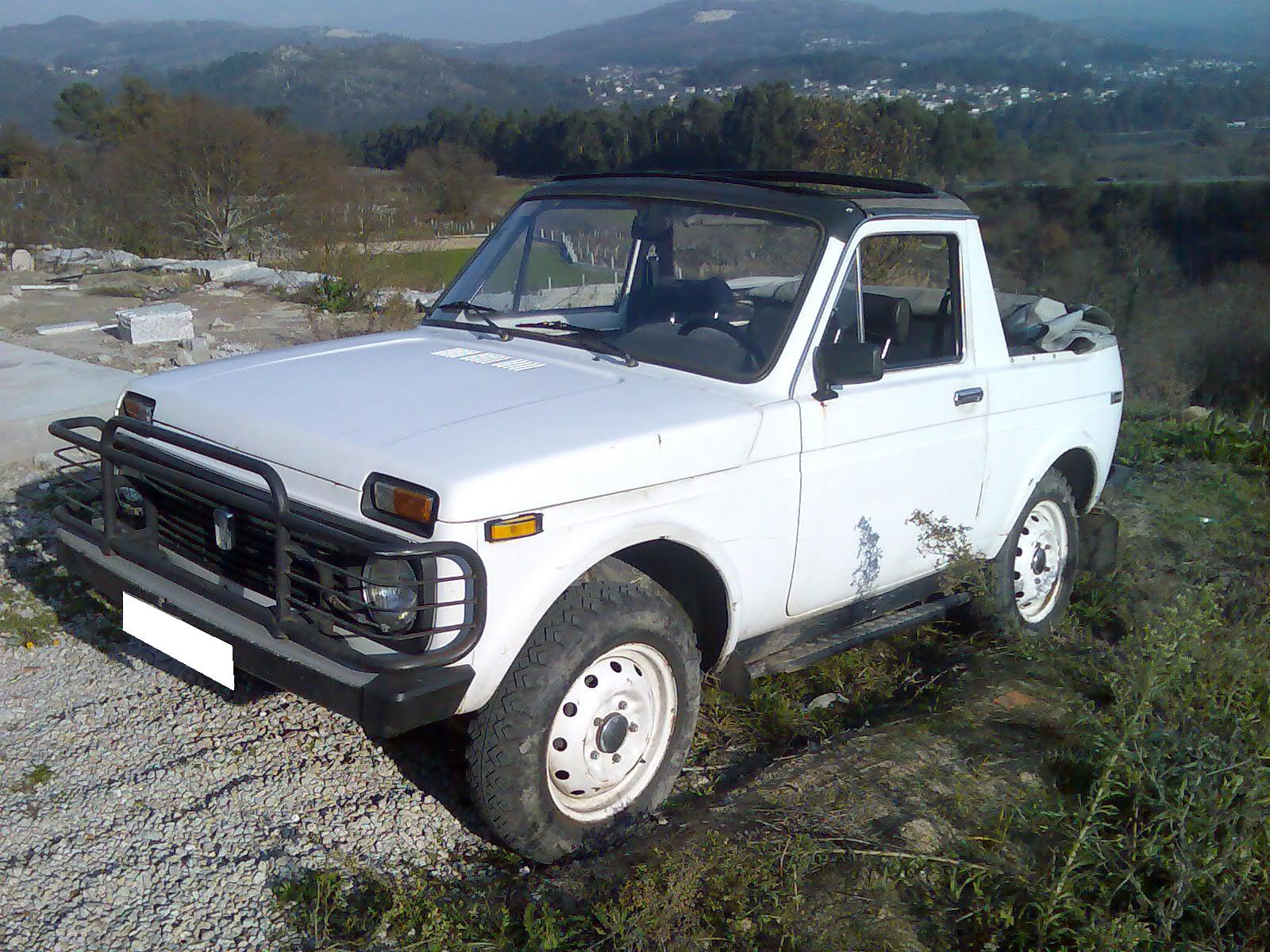
Lada Niva Cabriolet.
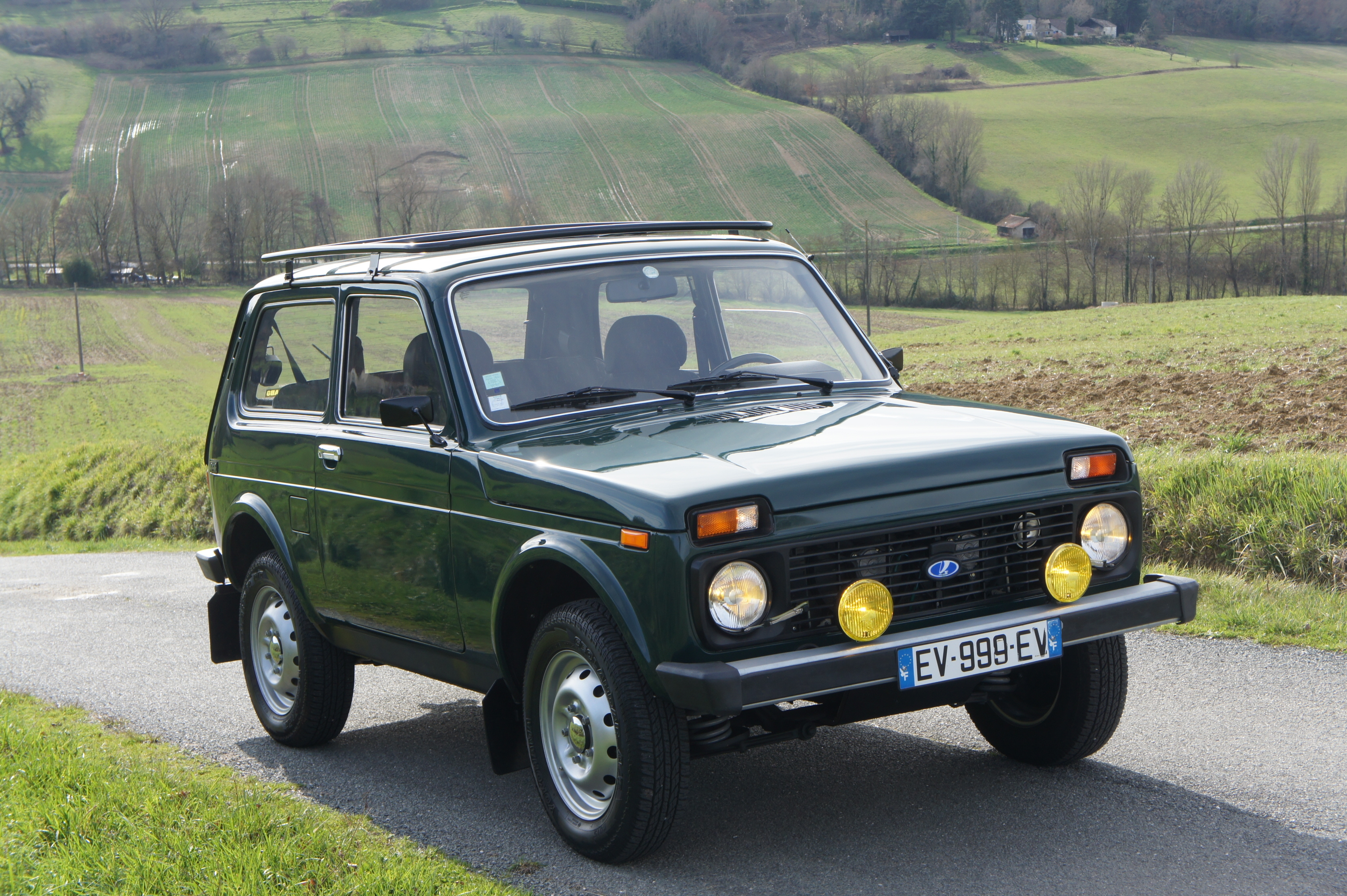
LADA NIVA essence 1.7 Injection monopoint 2000.

### Sources
- Bernard Vermeylen, Voitures des pays de l'Est, Boulogne-Billancourt, E.T.A.I, 2008, 239 p. (ISBN 978-2-7268-8808-7, OCLC 470767381)
- L’Auto-Journal Spécial Salon 2011, numéro 806 du 1er juillet 2010